# النجد البوهيمي
النجد البوهيمي (بالتشيكية: Česká vysočina أو Český masiv، وبالألمانية: Böhmische Masse أو Böhmisches Massiv) هي منطقة جيومورفولوجية تقع في وسط أوروبا. وهو نجد كبير تمتد على معظم أراضي جمهورية التشيك، وشرق ألمانيا، وجنوب بولندا، وشمال النمسا.
ويضم النجد عددًا من الجبال الوسطى (mittelgebirges) وتتكون من صخور بلورية، أقدم من العصر البرمي (أكثر من 300 مليون سنة)، ولذلك تشوهت خلال فترة نشوء جبال فاريسكان.
تتميز أجزاء من جبال السوديت ضمن كتلة بوهيميا الصخرية، وخاصةً كركونوشه، عن نمط التلال الصخرية المتوسطة (mittelgebirges) الاعتيادي باحتوائها على ما يصل إلى أربعة مستويات مميزة من التقسيم الارتفاعي، ومناطق جليدية، وأشكال أرضية جليدية صغيرة، وارتفاع أعلى بكثير من خط الأشجار.